# Доступно.UA
Доступно.UA — неурядова організація, заснована в Україні в 2015 році, що здійснює моніторинг доступності українських міст. Організація має на меті нормалізацію сприйняття людей з інвалідністю суспільством, просування тренду архітектурної доступності в Україні та мотивацію людей до активного життя.

## Історія заснування
Доступно.UA заснували Дмитро Щебетюк і Марго Гонтар у грудні 2015 року. Діяльність організації розпочалася з того, що двоє друзів вирішили випити кави в одному із закладів у центрі Києва. На вході до закладу були три сходинки. Проте Дмитро вирішив, що недоступна інфраструктура не має його обмежувати та потрапив до закладу. У закладі попросив книгу відгуків і звернувся до власника з пропозицією облаштувати заклад для маломобільних груп населення. Так виникла ідея перевіряти заклади на доступність.
Таким чином команда має на меті розірвати замкнене коло: власники закладів, публічних просторів не створюють у себе інклюзивного простору, оскільки «такі люди до нас не ходять, тому нічого і не робимо». Водночас, люди на візках не відвідують такі локації, тому що вони є недоступними. 
Згодом вирішили розширити теми, з якими працює організація. Точкові перевірки перетворилися на мапу доступності українських міст, з’явилися сторінка на Фейсбуці, сайт, відеоблог. До команди приєдналися ще двоє людей — координаторка у Львові Юлія Карбунарова та Наталя Павленко. Наразі саме Наталя разом із Дмитром Щебетюком керують проєктами організації. Свою діяльність розпочинали в якості ініціативи, а восени 2017 року отримали статус громадської організації. Від заснування Доступно.UA обрали об’єктивно-позитивний тон у висвітленні ситуації з доступністю в країні та розповідях про життя людей з інвалідністю.

## Інструменти

### Нормалізація сприйняття людей з інвалідністю
Часто суспільство розривається між двома діаметрально протилежними стереотипами щодо людей з інвалідністю: героїзація та віктимізація. Цим людям надають героїчних рис лише через те, що вони живуть звичайним життям після отримання травми: ходять на роботу, гуляють, мають сім’ю. У цьому сприйнятті: людина з інвалідністю = герой. 
Так само їм надають рис жертви (віктимізація) через їхню інвалідність. Таке сприйняття утворилося ще в радянські часи через стереотип, що ці люди живуть лише на соціальну допомогу держави, сидять удома, не мають активного життя і загалом їхнє життя — це суцільне страждання. Через це вони заслуговують жалю.
Обидва сприйняття викривляють образ людини. Тому Доступно.UA бореться з цими стереотипами та наполягає, що людей не потрібно сприймати як героїв або жертв лише через їхню інвалідність. Натомість наполягають: людина — на першому місці, інвалідність — це фоновий фактор.

### Просування тренду доступності
Іншим поширеним стереотипом є твердження: архітектурна доступність потрібна лише людям з інвалідністю. Проте кожна людина у певний момент свого життя відчуває труднощі з самостійним пересуванням і відноситься до маломобільних груп населення: люди літнього віку, вагітні жінки, особи з дитячими візочками та дітьми до 7 років, люди з інвалідністю чи тимчасовими порушеннями здоров’я. Навіть люди, які подорожують із важкими валізами чи після важкого робочого дня. Тому всі люди потребують доступної та зручної інфраструктури.

### Заклик до активного життя
Однією з причин, чому в багатьох випадках люди з інвалідністю залишаються «невидими» для решти суспільства є недоступність міського простору. Існує замкнуте коло між власниками локацій та цими людьми: перші стверджують, що такі люди не відвідують їхні заклади. Тому немає потреби облаштовувати їх. Натомість другі аргументують, що не ходять до таких закладів, бо вони є недоступними. Доступно.UA намагаються розірвати це замкнуте коло. Тому відвідують та потрапляють до всіх локацій, навіть якщо потрібно залучити сторонню допомогу. Заради того, щоб показати, що люди з інвалідністю ходять до всіх локацій. І закликають це робити всіх: виходити на вулиці, відвідувати локації, таким чином створювати попит на створення інфраструктури, зручної для всіх.
Також організація постійно розповідає про подорожі Дмитра Щебетюка та інших людей з інвалідністю. Наприклад, два автостопи, в які відправився Дмитро в 2017 і 2019 роках: Україною та Білоруссю, ДоступноЄвротур — протягом якого за місяць відвідали 10 європейських країн. Мета цих поїздок показати, що всі люди можуть багато подорожувати, незважаючи на бюджет і рівень мобільності. І закликає це робити всіх людей, а не лише людей з інвалідністю.

## Діяльність
Із часом перевірки окремих локацій перетворилася на мапу доступності українських міст. А в березні 2020 року випустили мобільний додаток Dostupno для платформ Android та iOS. Додаток допоможе людям із числа маломобільних груп населення знайти зручну для них локацію та прокласти маршрут до неї: людям на візках, особам із маленькими дітьми та дитячими візочками тощо. Створення додатку та мапи підтримало Посольство Великої Британії в Україні. Наразі на мапу нанесли 23 українських міста та вона включає кілька типів локацій:
- розважальні та бізнесові локації: кафе, ресторани, кінотеатри, банки, аптеки; 
- адміністративні: міські ради, обласні державні адміністрації, суди, центри надання адміністративних послуг;
- публічні простори: музеї, парки, бібліотеки. 
Відеоблог є одним із основних інструментів Доступно.UA. За час діяльності організації встигли вийти такі відео-проєкти: топ-10 музеїв Києва, серія відео до Євробачення-2017 про Київ, Одесу і Львів, б’юті блог, Смачно Блог, ДоступноЕкстрим, ДоступноТур, ДоступноChallenge та Школа Доступності.
Починаючи з 2017 року співпрацюють з Телебаченням Торонто. Дмитро Щебетюк долучився до другого сезону програми  #@)₴?$0 з Майклом Щуром у якості ведучого рубрики «Інклюзія» та разом із командою розробляв ідеї сюжетів. У наступних сезонах з’являється у якості гостьового ведучого програми.
Також відео Доступно.UA здійснили значний вплив на збереження єдиного пішохідного переходу через Хрещатик та облаштування регульованого переходу через вулицю Пушкінську в Києві. Крім того, інформаційна кампанія, запущена організацією проти встановлення неінклюзивних зупинок громадського транспорту мала значний ефект і досить швидко більшість зупинок виправили.
У 2017 році організація провела перший Форум інклюзивності. Метою Форума є зібрати представників влади, бізнесу, ініціативи, активістів для створення простору, доступного кожному та згуртувати всіх, хто бажає змін та готовий до дій. Серед спікерів Форуму колишня в.о. Міністерки охорони здоров’я Уляна Супрун, ініціаторка та організаторка Invictus Games в Україні, колишня заступниця Міністра оборони Аліна Фролова, CEO Promprylad.Renovation Юрій Филюк, громадські діячі Уляна та Віталій Пчолкіни та багато інших. Три роки поспіль Форуми приймав Національний музей Тараса Шевченко. У 2020 році через пандемію COVID-19 активності Форуму частково проводили в режимі онлайн, за виключенням кількох дискусій і нагородження [Відкриті двері]. Вони відбувались за обмеженої кількості людей: учасники дискусій і переможці нагороди. 
У 2017-2018 роках разом із сервісом Secret Ticket Доступно.UA реалізували проєкт Доступні секретні подорожі. Людей з інвалідністю відправляли у дводенну мандрівку до іншого міста, а куди вони відправляються люди дізнавалися лише за кілька годин до мандрівки. Разом із собою вони отримували квиток у дві сторони, заброньоване житло та мапу з доступними локаціями в місті. За час існування проєкту здійснили 10 подорожей у різні міста України.
У 2018 році зняли перший сезон іронічного серіалу «Школа доступності», де пояснювали як суспільству взаємодіяти з людьми з інвалідністю, про повсякденне життя цих людей і розвінчували міфи про них. На початку 2021 року розпочався другий сезон серіалу. Сезон включатиме в себе 12 серій, опублікованих впродовж року. Крім сторінок організації в соціальних мережах, перший сезон «Школи доступності» транслювали в ефірі телеканалу UA: Перший. Створення першого сезону підтримало Посольство Нідерландів в Україні, частину другого сезону створили за підтримки Міжнародного фонду «Відродження».
У 2018 році Доступно.UA заснували нагороду [Відкриті двері]. Її мета відзначити найкращих у сфері доступності: локації, що зробили свій простір зручним для всіх та ініціативи, що привертають увагу про питання доступності. Того року 14 переможців отримали свої відзнаки. Навесні 2020 нагороду вручатимуть удруге.
У 2019 році організація створила перший в Україні рейтинг доступності міст —  «Тостер». На початковому етапі до рейтингу увійшли 10 міст. Наразі рейтинг до розширився до 13 міст. У 2021 році розпочались повторні моніторинги раніше перевірених міст і моніторинг ще п’яти міст на Сході України.
Майже від початку існування організація надає консультації для бізнесу щодо облаштування простору, зручного для всіх. Доступно.UA співпрацювали чи продовжує співпрацю з ПеремогаSpace, Leopolis Jazz Fest, ZaxidFest, мережа ресторанів Файне місто, холдинг емоцій !FEST, Urban Space 500, мережа кінотеатрів Планета кіно тощо.  Влітку 2020 року організація запустила Бюро доступності, що більше концентрується на розробці рекомендацій щодо підвищення рівня доступності локацій. 100% чистого прибутку Бюро йде на діяльність Доступно.UA. За цей період відбулась співпраця з Міністерством закордонних справ , ТЦ Gorodok Gallery, Сільпо, Офісом Президента України тощо.
Разом із сервісом EasyWay, що надає інформацію про зупинки, маршрути громадського транспорту та місце перебування транспорту на маршруті, запустили функцію, що дозволяє відслідковувати низькопідлоговий транспорт, що є зручним для маломобільних груп населення.

## Цікаві факти
За 4 місяці 2019 року перевірили на доступність 18 українських міст.
День народження Доступно.UA, 3 грудня, збігається з Міжнародним днем людей з інвалідністю. Доступно.UA закликає не святкувати цього дня, бо це не свято, а лише привід ще раз нагадати про потребу створення інфраструктури, доступної для всіх і відстоювання прав людей з інвалідністю. Натомість святкувати їхній день народження або подумати, як кожна людина сама може долучитися та допомогти людям з інвалідністю.

## Нагороди
Нагорода «Ті, що вражають» від ТСН.
X - Ray Marketing Awards - 2018 для Дмитра Щебетюка та всієї команди Доступно.UA у спецномінації за інклюзивне занурення в світ людей з інвалідністю, який хочеться робити кращим.
Засновник організації Дмитро Щебетюк три роки поспіль входив до топ-100 найвпливовіших українців за рейтингом журналу Фокус (2017, 2018, 2019). Також отримав правозахисна нагорода Human Rights Tulip від міністерства закордонних справ Королівства Нідерланди та нагороду Top 30 under 30 від газети Kyiv Post, що присуджується молодим українцям, які досягли видатних результатів у різних галузях.